# Greenbelt (Ottawa)
El Greenbelt (en francés Ceinture de verdure) es un cinturón verde en forma de media luna que antiguamente rodeaba la ciudad de Ottawa (Canadá). Tiene 20.350 hectáreas de extensión y en él, por lo general, no se permite la construcción de bienes inmuebles. El Greenbelt está mantenido por la Comisión de la Capital Nacional (CCN), una corporación de la Corona del Gobierno del Canadá. El gobierno federal lo creó durante los años 1960 mediante la expropiación de tierras, para evitar, o al menos frenar, la descontrolada expansión urbana de Ottawa, que estaba amenazando las áreas rurales circundantes. El área del Greenbelt comprende principalmente bosques, pantanos y campos. Se utiliza para las actividades de ocio, de conservación y cultivo de la tierra, de investigación y de silvicultura, y por el hecho de contener el desarrollo urbano, ha limitado la construcción de edificios gubernamentales y del Aeropuerto Internacional Ottawa Macdonald-Cartier. Hasta la fecha, el Greenbelt de Ottawa figura entre los mayores parques urbanos del mundo.
La actual ciudad de Ottawa comprende una extensa área urbana rodeada por una zona rural aún más extensa, una situación creada el 1 de enero de 2001, fecha en la que se hizo efectiva la fusión de Ottawa con unos cuantos municipios de alrededor, tanto urbanos como rurales. Como resultado, el Greenbelt ya no rodea a Ottawa, sino que más bien forma un arco a través del interior de la ciudad. 
Hasta cierto punto, el objetivo original del Greenbelt —frenar la expansión urbana— ha sido un fracaso; muchas áreas suburbanas lo han atravesado y se han desarrollado más allá de él: es el caso de Kanata y Stittsville al oeste, Orleans al este y Barrhaven al suroeste. Además, se están comenzando a construir nuevas urbanizaciones en el sureste, a lo largo de Riverside Drive y Bank Street. No obstante, la presencia del Greenbelt ha asegurado que haya grandes áreas rurales y espacios verdes cerca de las áreas urbanas y suburbanas de Ottawa.